# Davis Kamoga
Davis Kamoga (* 17. Juli 1968) ist ein ugandischer Leichtathlet.
Bei den Olympischen Sommerspielen 1996 in Atlanta gewann Kamoga dank eines späten Spurts die Bronzemedaille über 400 Meter. Dies war die erste Medaille eines Uganders in einem olympischen Leichtathletikwettbewerb seit dem Sieg von John Akii-Bua über 400 Meter Hürden bei den Olympischen Spielen 1972 in München. Mit der Zeit von 44,53 s stellte Kamoga einen neuen ugandischen Landesrekord auf.
Im Jahr darauf trat Kamoga in Athen bei den Leichtathletik-Weltmeisterschaften an. Im Finale am 5. August 1997 brachte er den zweifachen Weltmeister Michael Johnson in arge Bedrängnis. Kamoga konnte Johnson auf der Zielgeraden aber nicht mehr abfangen und gewann am Ende mit dem neuen ugandischen Landesrekord von 44,37 s die Silbermedaille. 
In den darauffolgenden Saisons musste Kamoga mehrere Wettkämpfe wegen Verletzungsproblemen auslassen. Im Jahr 2000 trat er bei den Olympischen Spielen in Sydney an, schied dort aber bereits in der zweiten Runde aus.